# أليكسي لازاريف
أليكسي لازاريف (بالروسية: Алексей Анатольевич Лазарев)‏ هو لاعب كرة قدم روسي في مركز الدفاع، ولد في 21 أبريل 1981. لعب مع زينيت سانت بطرسبرغ.